# داوید ویابونا
داوید ویابونا (اسپانیایی: David Villabona‎؛ زادهٔ ۵ دسامبر ۱۹۶۹) بازیکن سابق فوتبال اهل اسپانیا است.
از باشگاه‌هایی که در آن بازی کرده‌است می‌توان به باشگاه فوتبال راسینگ سانتاندر، باشگاه فوتبال اتلتیک بیلبائو، باشگاه فوتبال رئال سوسیداد اشاره کرد.